# Australian Open 2014 - Doppio femminile in carrozzina
Jiske Griffioen e Aniek Van Koot erano le detentrici del titolo ma la Van Koot non ha preso parte alla competizione per infortunio.
La Grififoen ha partecipato in coppia con Marjolein Buis ma ha perso in finale contro Yui Kamiji e Jordanne Whiley per 6-2, 6(3)-7, 6-2.

## Teste di serie
1. Yui Kamiji /  Jordanne Whiley (campionesse)
2. Marjolein Buis /  Jiske Griffioen (finale)

## Tabellone

### Legenda
| - Q = Qualificato - WC = Wild card - LL = Lucky loser | - ALT = Alternate - SE = Special Exempt - PR = Protected Ranking | - w/o = Walkover - r = Ritirato - d = Squalificato |

|  | Semifinali | Semifinali                           | Semifinali                           | Semifinali | Semifinali |  |  | Finale | Finale                         | Finale | Finale | Finale |  |
|  |            |                                      |                                      |            |            |  |  |        |                                |        |        |        |  |
|  | 1          | Yui Kamiji Jordanne Whiley           | Yui Kamiji Jordanne Whiley           | 6          | 7          |  |  |        |                                |        |        |        |  |
|  |            | Sabine Ellerbrock Kgothatso Montjane | Sabine Ellerbrock Kgothatso Montjane | 4          | 6(4)       |  |  | 1      | Yui Kamiji Jordanne Whiley     | 6      | 6(3)   | 6      |  |
|  |            | Lucy Shuker Sharon Walraven          | Lucy Shuker Sharon Walraven          | 3          | 1          |  |  | 2      | Marjolein Buis Jiske Griffioen | 2      | 7      | 2      |  |
|  | 2          | Marjolein Buis Jiske Griffioen       | Marjolein Buis Jiske Griffioen       | 6          | 6          |  |  |        |                                |        |        |        |  |